# Projektdiskontinuitäten
Projektdiskontinuitäten bezeichnen im Projektmanagement Störungen im regelmäßigen und standardisierten Ablauf von Projekten, die das ordnungsgemäße Fortführen des Projekts wie geplant erschweren oder unmöglich machen.

## Definition
Projekte, als soziale Systeme, unterliegen stetigem Wandel. Dieser Wandel kann sowohl kontinuierlich, als auch diskontinuierlich stattfinden. Aus systemischer Sicht wird kontinuierlicher Wandel auch „first order change“ und diskontinuierlicher Wandel als „second order change“ bezeichnet.
| first order change                           | second order change                                      |
| -------------------------------------------- | -------------------------------------------------------- |
| Wandel in wenigen Dimensionen                | Wandel in vielen Dimensionen                             |
| Wandel auf einer oder wenigen Ebenen         | Wandel auf vielen Ebenen                                 |
| Wandel in einem oder zwei Verhaltensaspekten | Wandel in mehreren Verhaltensaspekten                    |
| Quantitativer Wandel                         | Qualitativer Wandel                                      |
| Kontinuierlicher Wandel                      | Diskontinuierlicher Wandel                               |
| Ändert nicht die Identität                   | Ändert die Identität, ein Paradigmenwechsel findet statt |

First und second order change nach Levy und Merry
Zur Steuerung des kontinuierlichen Wandels in Projekten stehen Instrumente des traditionellen Projektmanagements, wie das Projekt-Controlling oder das Change-Management zur Verfügung. Dadurch wird gewährleistet, dass Projektziele angepasst, Strukturen verändert und nach Bedarf Ressourcen zugeführt oder freigesetzt werden.
Bei einer Diskontinuität kommt es zu einer Instabilität des Projekts. Das Projekt steht vor unterschiedlichen Entwicklungspfaden. Dies bietet einerseits die Chance zu einer sprunghaften Höherentwicklung, jedoch besteht andererseits die Gefahr einer Katastrophe.
In Projekten können folgende Arten von Diskontinuitäten unterschieden werden:
- Unter einer Projektkrise versteht man die existentielle Gefährdung eines Projekts
- Unter einer Projektchance versteht man ein großes neues Potential für das Projekt, das nur durch einen Paradigmenwechsel im Projekt genutzt werden kann
- Strukturell bedingte Änderungen in einem Projekt, die zwar vorhersehbar sind jedoch einen sprunghaften Wandel im Projekt notwendig machen

Für das professionelle Management von Projektdiskontinuitäten reichen traditionelle Projektmanagementmethoden alleine nicht. Eine Bewertung der Chancen und Risiken, die Neuplanung des Projekts und die Wiederherstellung der Arbeitsfähigkeit des Teams brauchen Zeit und Raum für Reflexionen, sowie eine unabhängige professionelle Führung durch diese kritische Phase.

## Strategien zur Bewältigung einer Projektdiskontinuität
Grundsätzliche Strategien sind:
- Das Redesign des Projekts: das Projekt wird neu geplant und das Team wird durch den Paradigmenwechsel geführt
- Projektabbruch: dies stellt die Katastrophe für das soziale System Projekt dar. Die Überlebensfähigkeit ist nicht mehr gewährleistet
- Projektunterbrechung: aus Sicht des Projektauftraggebers kann es sinnvoll sein, auf eine Änderung von wichtigen externen Einflussfaktoren zu warten und dann das Projekt wieder fortzusetzen

## Prozessschritte zur Bewältigung von Projektdiskontinuitäten

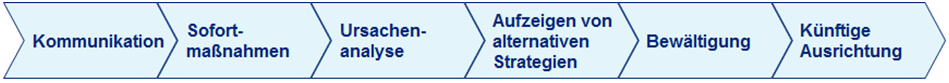
Schritte zur Bewältigung einer Diskontinuität

Ziele der Bewältigung einer Projektkrise sind die Limitierung des Schadens bzw. Nutzung der Potentiale, sowie die Schaffung der Grundlagen für eine erfolgreiche Fortführung.
Zur Bewältigung von Projektdiskontinuitäten können 6 wesentliche Schritte angewandt werden:
1. Kommunikation der Diskontinuität: Voraussetzung für die Bewältigung einer Diskontinuität ist das Bewusstmachen einer neuen Wirklichkeit. Erst dadurch kann das soziale System „Projekt“ reagieren und die Bewältigung in Angriff nehmen.[6] Eventuell wird hier die Führung an einen Krisenmanager übergeben.
2. Planen und Durchführen von Sofortmaßnahme zur unmittelbaren Schadensabwehr.
3. Ursachenanalyse: Identifikation und Analyse der Problem-Treiber bzw. der neuen Potentiale, die die Diskontinuität hervorgerufen haben.
4. Aufzeigen von alternativen Strategien und Herbeiführen einer Entscheidung: Dem Projektauftraggeber werde die alternativen Strategien aufgezeigt und deren Konsequenzen beschrieben, sodass eine Entscheidung für die künftige Ausrichtung des Projekts getroffen werden kann.
5. Bewältigung der Diskontinuität: Hier wird auf Basis der strategischen Vorgabe das Projekt neu geplant, sowie die Neugestaltung der Umweltbeziehungen.
6. Künftige Ausrichtung: Die Projektkrise wird durch einen Kommunikationsakt abgeschlossen. Falls ein Krisenmanager eingesetzt wurde, gibt er die Führung wieder an einen Projektleiter ab.

## Erfolgsfaktoren
Die Bewältigung einer Projekdiskontinuität bedarf eines hohen Maßes an Kreativität und Disziplin des Projektteams. Schwächen sind zu identifizieren und zu beseitigen, Stärken sind auszubauen. Die Beziehung zu den Stakeholdern ist neu zu bewerten und neu zu gestalten. Dies erfordert beim Krisenmanager einerseits diplomatisches Geschick, als auch Durchsetzungsvermögen und andererseits die Fähigkeit, schwierige, eventuell unpopuläre Entscheidungen umzusetzen.